# Michellie Jones
Michellie Jones, född den 6 september 1969 i Fairfield, New South Wales, är en australisk triathlet.
Hon tog OS-silver i damernas triathlon i samband med de olympiska triathlontävlingarna 2000 i Sydney.